# Police District
Police District est une série télévisée française en 18 épisodes de 52 minutes, créée par Hugues Pagan et diffusée entre le 6 septembre 2000 et le 15 janvier 2003 sur M6 et rediffusée sur Paris Première, NRJ 12 et Polar+ .

## Synopsis
C’est la chronique au jour le jour, sans concession ni complaisance, d’un groupe de jeunes policiers dans le contexte difficile d’un commissariat de quartier. Sous la direction du commandant Rivière, il y a Frane et Norbert, les deux flics les plus expérimentés, mais aussi les « meilleurs ennemis du monde », Willy et Sandrine, plus jeunes, dont les bonnes intentions se heurtent régulièrement à une réalité pas vraiment rose, et enfin Dino et Julie, carrément bleus, qui ont encore tout à apprendre, ou presque. Des êtres humains semblables aux autres, à une différence près : ils représentent la loi…

## Fiche technique
- Personnages créés par Hugues Pagan
- Production : Claude Chelli et Hervé Chabalier
- Scénario : Hugues Pagan (ép. 1 et 2, 6 à 8, 12 et 13, 15 et 16), Patrick de Lassagne (ép. 3), Marc Guilbert (ép. 4), Alban Guitteny (ép. 5, 9 et 10), Marc Rosati (ép. 11 et 18), Cesare Battisti, Gérard Lecas (ép. 14), Sylvie Granotier (ép. 17)
- Adaptation et dialogues : Hugues Pagan (saison 1 ; ép. 9 à 11, 14, 17 et 18), Patrick de Lassagne (ép. 3), Marc Guilbert (ép. 4), Alban Guitteny (ép. 5, 9 et 10), Marc Rosati (ép. 11 et 18), Cesare Battisti, Gérard Lecas (ép. 14)
- Directeur de la photographie : Martin Legrand (saison 1), Éric Weber (ép. 7 à 9 ; saison 3)
- Image : Kevin Jewison, Philippe Bonnier (ép. 10 à 12)
- Musique originale : Matthieu Gain (saison 1) ; Tapio K (ép. 1 et 2) ; Jonathan Capdevielle, Stéphane Zidi (ép. 3 à 6 ; saisons 2 et 3), Laurent Sauvagnac (saison 3)
- Réalisation : Olivier Chavarot (saison 1), Jean-Teddy Filippe (ép. 7 à 9, 13 et 16 à 18), Manuel Boursinhac (ép. 10 à 12), Jérôme Enrico (ép. 14 et 15)

## Distribution
- Lydia Andréï : Capitaine Frane Morvan
- Olivier Marchal : Commandant Pierre Rivière
- Nadia Fossier : Lieutenant Sandrine Kernasky
- Rachid Djaïdani : Lieutenant William Forest
- Francis Renaud : Lieutenant Norbert Rabier
- Renaud Lebas : Dino
- Sara Martins : Julie
- Sophie Mounicot : Pascale, policière en uniforme (saisons 1 et 2, invitée saison 3)
- Élodie Frenck : Claire Lesson (ép. 1 à 5)
- Patrice Melennec : Le patron du dépôt-vente

## Épisodes

### Première saison (1999)
1. Zone occupée
2. Mineur en danger
3. La Loi du quartier
4. Classé sans suite
5. État de démence
6. Affaire vous concernant

### Deuxième saison (2000)
1. Mauvaise pioche
2. Petite cousine
3. Ascendant légitime
4. Situation irrégulière
5. Pertes et profits
6. Double identité

### Troisième saison (2002)
1. Fin de course
2. Banc de touche
3. Prise d'otages
4. Identité judiciaire
5. Vol à l'arraché
6. Bûchers

## Récompenses
- 2000 : Meilleure série de 52 minutes[1]au Festival de la fiction TV de Saint-Tropez
- 2002 : Meilleure série de 52 minutes pour l'épisode Fin de course[2] au Festival de la fiction TV de Saint-Tropez